# Udon Banjan United FC
Der Udon Banjan United Football Club (thailändisch สโมสรฟุตบอลอุดร บ้านจั่น ยูไนเต็ด) ist ein thailändischer Fußballverein aus der Provinz Udon Thani. Ab der Saison 2025/26 spielt der Verein in der North/Eastern Region der dritten Liga, der Thai League 3.

## Geschichte
Der Verein wurde 2021 gegründet. In der Saison 2022 spielte der Verein in der Thailand Amateur League. Ab der Saison 2023 nahm der Verein am Spielbetrieb der viertklassigen Thailand Semi-Pro League teil. Am Ende der Saison 2025 wurde der Verein Meister der North/Eastern Region und stieg in die North/Eastern Region der dritten Liga auf.

## Erfolge
- Thailand Semi-Pro League (North/East): 2025  ▲

## Stadion
Der Verein trägt seine Heimspiele im SAT Stadium Udon Thani in Udon Thani aus. Das Stadion hat ein Fassungsvermögen von 10.000 Personen.

## Aktueller Kader
Stand: 5. Mai 2025
| Nr. |          | Position | Name                  |
| --- | -------- | -------- | --------------------- |
| 4   | Thailand | AB       | Pitiphat Chankham     |
| 6   | Thailand | AB       | Nutthawat Laksanangam |
| 7   | Thailand | MF       | Sudthirak Chuisiri    |
| 8   | Thailand | MF       | Thitiwat Janda        |
| 9   | Thailand | ST       | Kamonchai Somsuk      |
| 10  | Thailand | MF       | Peeranan Baukhai      |
| 11  | Thailand | AB       | Satrayu Sikuancha     |
| 14  | Thailand | ST       | Pitipong Wongbut      |
| 15  | Thailand | MF       | Satayu Raksrithong    |
| 17  | Thailand | AB       | Worawat Busadee       |
| 18  | Thailand | ST       | Chotiphat Sicumsaeng  |
| 20  | Thailand | MF       | Sukakree Inngam       |
| 21  | Thailand | MF       | Suksan Saengkham      |
| 22  | Thailand | MF       | Pattaratron Buransuk  |
| 24  | Thailand | ST       | Suradet Chanthapet    |

| Nr. |          | Position | Name                      |
| --- | -------- | -------- | ------------------------- |
| 25  | Thailand | MF       | Piyaphat Thaensopha       |
| 26  | Thailand | AB       | Akkharasorn Phatthanawong |
| 32  | Thailand | TW       | Thanakit Auttharak        |
| 35  | Thailand | AB       | Pongsatorn Sakkhwa        |
| 36  | Thailand | AB       | Thianchai Chantra         |
| 37  | Thailand | AB       | Athipat Saengprakai       |
| 40  | Thailand | TW       | Pannawat Pongjan          |
| 41  | Thailand | AB       | Phanthakan Artsombun      |
| 42  | Thailand | TW       | Natthanan Phurisat        |
| 44  | Thailand | AB       | Wongsakorn Seesawai       |
| 49  | Thailand | ST       | Jhakkarin Sitthichan      |
| 54  | Thailand | AB       | Pattaraburin Jannawan     |
| 74  | Thailand | MF       | Sompong Saisoda           |
| 90  | Thailand | ST       | Natdanai Chudtale         |
| 95  | Thailand | ST       | Panupong Phuakphralap     |

## Saisonplatzierung
| Saison  | Liga                                  | Liga  | Liga   | Liga | Liga | Liga | Liga | Liga   | Liga     | Pokal  | Pokal      | Pokal  |
| Saison  | Liga                                  | Level | Spiele | S    | U    | N    | Tore | Punkte | Position | FA Cup | League Cup | T3 Cup |
| ------- | ------------------------------------- | ----- | ------ | ---- | ---- | ---- | ---- | ------ | -------- | ------ | ---------- | ------ |
| 2022    | Thailand Amateur League – North/East  | 4     | 3      | 2    | 1    | 0    | 10:2 | 7      |          | –      | –          | –      |
| 2023    | Thailand Semi-Pro League – North/East | 4     | 9      | 2    | 6    | 1    | 9:10 | 12     | 5.       | –      | –          | –      |
| 2024    | Thailand Semi-Pro League – North/East | 4     | 8      | 4    | 1    | 3    | 10:7 | 13     | 4.       | –      | –          | –      |
| 2025    | Thailand Semi-Pro League – North/East | 4     | 10     | 10   | 0    | 0    | 35:3 | 30     | 1. ▲     | –      | –          | –      |
| 2025/26 | Thai League 3 – North/East            | 3     |        |      |      |      |      |        |          |        |            |        |